# Timoulilt
Timoulilt est une petite ville située dans la commune rurale du même nom. Elle appartient à la province d'Azilal, dans la région Béni Mellal-Khénifra, au Maroc. Elle est située à environ 15 kilomètres au sud-ouest de la ville de Béni Mellal et forme une des communes du Dir, le piémont de l'Haut Atlas. Elle est dominée par le Djebel Ghenim qui culmine à plus de 2400 mètres d'altitude et est reliée à Ouaouizeght par le Tizi Ghnim, le col du Ghenim, empruntée par la RP3111.   
Lors du recensement de 2004, la commune comptait une population de 6110 habitants répartis dans 1193 ménages. En 2014, la commune compte 6 616 habitants.  